# Championnat de Finlande de football 1988
Navigation
Saison précédente Saison suivante
La saison 1988 du Championnat de Finlande de football était la 59e édition de la première division finlandaise à poule unique, la Mestaruussarja. Les douze meilleurs clubs du pays jouent les uns contre les autres à deux reprises durant la saison, à domicile et à l'extérieur. À la fin de cette première phase, les 6 premiers disputent la poule pour le titre et les 6 derniers la poule de relégation, qui voit le dernier être relégué et l'avant-dernier disputer un barrage de promotion-relégation face au vice-champion d'Ykonnen, la deuxième division finlandaise.
C'est le HJK Helsinki, le tenant du titre, qui remporte à nouveau le titre cette saison en terminant en tête du classement final du championnat, avec 9 points d'avance sur le Kuusysi Lahti et 12 sur le RoPS Rovaniemi. C'est le 16e titre de champion de Finlande de l'histoire du HJK.
À partir de cette saison, il y a deux places, au lieu d'une seule, pour la Coupe UEFA.

## Les 12 clubs participants
| - FC Ilves Tampere - RoPS Rovaniemi - Reipas Lahti - OTP Oulu - Promu de Ykkonen - Haka Valkeakoski - PPT Pori | - HJK Helsinki - Kuusysi Lahti - KePS Kemi - TPS Turku - KuPS Kuopio - MP Mikkeli |

## Compétition
Le barème de points servant à établir les classements se décompose ainsi :
- Victoire : 2 points
- Match nul : 1 point
- Défaite : 0 point

### Première phase
| Rang | Équipe           | Pts | J  | G  | N  | P  | Bp | Bc | Diff |
| ---- | ---------------- | --- | -- | -- | -- | -- | -- | -- | ---- |
| 1    | HJK Helsinki T   | 34  | 22 | 16 | 2  | 4  | 44 | 22 | +22  |
| 2    | Kuusysi Lahti    | 29  | 22 | 12 | 5  | 5  | 48 | 25 | +23  |
| 3    | Reipas Lahti     | 27  | 22 | 9  | 9  | 4  | 39 | 29 | +10  |
| 4    | RoPS Rovaniemi   | 26  | 22 | 8  | 10 | 4  | 31 | 22 | +9   |
| 5    | TPS Turku        | 26  | 22 | 8  | 10 | 4  | 25 | 19 | +6   |
| 6    | Haka Valkeakoski | 23  | 22 | 8  | 7  | 7  | 32 | 26 | +6   |
| 7    | KePS Kemi        | 23  | 22 | 8  | 7  | 7  | 24 | 32 | -8   |
| 8    | FC Ilves Tampere | 20  | 22 | 7  | 6  | 9  | 31 | 38 | -7   |
| 9    | MP Mikkeli       | 20  | 22 | 6  | 8  | 8  | 19 | 29 | -10  |
| 10   | OTP Oulu P       | 16  | 22 | 5  | 6  | 11 | 24 | 31 | -7   |
| 11   | KuPS Kuopio      | 14  | 22 | 3  | 8  | 11 | 18 | 30 | -12  |
| 12   | PPT Pori         | 6   | 22 | 0  | 6  | 16 | 21 | 53 | -32  |

|  | Qualification pour la poule pour le titre           |
|  | Participation à la poule de relégation              |
|  | T Tenant du titre P Club promu de deuxième division |

### Deuxième phase

#### Poule pour le titre
| Rang | Équipe             | Pts | J  | G  | N  | P  | Bp | Bc | Diff |
| ---- | ------------------ | --- | -- | -- | -- | -- | -- | -- | ---- |
| 1    | HJK Helsinki T     | 43  | 27 | 20 | 3  | 4  | 55 | 28 | +27  |
| 2    | Kuusysi Lahti      | 34  | 27 | 14 | 6  | 7  | 57 | 30 | +27  |
| 3    | RoPS Rovaniemi     | 31  | 27 | 10 | 11 | 6  | 37 | 29 | +8   |
| 4    | Reipas Lahti       | 30  | 27 | 10 | 10 | 7  | 47 | 39 | +8   |
| 5    | TPS Turku          | 30  | 27 | 10 | 10 | 7  | 29 | 27 | +2   |
| 6    | Haka Valkeakoski C | 27  | 27 | 10 | 7  | 10 | 41 | 37 | +4   |

|  | Qualification pour la Coupe d'Europe des clubs champions 1989-1990 |
|  | Qualification pour la Coupe des Coupes 1989-1990                   |
|  | Qualification pour la Coupe UEFA 1989-1990                         |
|  | T Tenant du titre C Vainqueur de la Coupe de Finlande              |

#### Poule de relégation
| Rang | Équipe           | Pts | J  | G | N  | P  | Bp | Bc | Diff |
| ---- | ---------------- | --- | -- | - | -- | -- | -- | -- | ---- |
| 1    | KePS Kemi        | 28  | 27 | 9 | 10 | 8  | 29 | 38 | -9   |
| 2    | MP Mikkeli       | 26  | 27 | 8 | 10 | 9  | 24 | 33 | -9   |
| 3    | FC Ilves Tampere | 25  | 27 | 8 | 9  | 10 | 40 | 47 | -7   |
| 4    | OTP Oulu P       | 23  | 27 | 7 | 9  | 11 | 32 | 36 | -4   |
| 5    | KuPS Kuopio      | 20  | 27 | 4 | 12 | 11 | 24 | 34 | -10  |
| 6    | PPT Pori         | 7   | 27 | 0 | 7  | 20 | 26 | 63 | -37  |

|  | Participation au barrage de promotion-relégation |
|  | Relégation directe en Ykkonen                    |
|  | P Club promu de deuxième division                |

#### Barrages de promotion-relégations
Le KuPS Kuopio doit rencontrer le vice-champion de deuxième division, le club de MyPa 47 Anjalankoski, pour tenter de se maintenir parmi l'élite. Les matchs se disputent sous forme d'aller-retour.
| Équipe 1    | Résultat | Équipe 2                  | Aller | Retour |
| ----------- | -------- | ------------------------- | ----- | ------ |
| KuPS Kuopio | 4 - 3    | MyPa 47 Anjalankoski (D2) | 2 - 1 | 2 - 2  |

## Bilan de la saison
| Championnat de Finlande de football 1988                  |                          |
| Champion                                                  | HJK Helsinki (16e titre) |
| Coupes et trophées                                        |                          |
| Vainqueur de la Coupe de Finlande 1988                    | Haka Valkeakoski         |
| Qualifications continentales                              |                          |
| Coupe d'Europe des clubs champions 1989-1990 Premier tour | HJK Helsinki             |
| Coupe des Coupes 1989-1990 Premier tour                   | Haka Valkeakoski         |
| Coupe UEFA 1989-1990 Premier tour                         | Kuusysi Lahti            |
| Coupe UEFA 1989-1990 Premier tour                         | RoPS Rovaniemi           |
| Promotions et relégations                                 |                          |
| Promus en Mestaruussarja                                  | Jaro Pietarsaari         |
| Relégués en Ykkonen                                       | PPT Pori                 |